# ستايسي ويلسون
ستايسي ويلسون هي لاعبة هوكي الجليد كندية، ولدت في 12 مايو 1965 في مونكتون في كندا.

## وصلات خارجية
- ستايسي ويلسون على موقع EliteProspects.com (الإنجليزية)
- ستايسي ويلسون على موقع اللجنة الأولمبية الدولية (الإنجليزية)
- ستايسي ويلسون على موقع أوليمبيديا (الإنجليزية)
- ستايسي ويلسون على موقع قاعة نيو برونزويك للمشاهير الرياضية (الإنجليزية)